# Jaime Moniz
Jaime Constantino de Freitas Moniz, conhecido sobretudo como Jaime Moniz (Funchal, 18 de Fevereiro de 1837 – Lisboa, 16 de Setembro de 1917) foi um pedagogo, professor, jurista e político português que se distinguiu no estudo da Educação e na implementação de novas pedagogias e métodos de ensino no país. Introdutor da pedagogia enquanto ciência em Portugal, reformou o ensino secundário em 1885, corrente conhecida como A Reforma de Jaime Moniz, influenciando o desenvolvimento de todo o sistema nacional de educação até meados da década de 1930. Foi professor na Universidade de Lisboa, deputado na Câmara dos Deputados, Ministro da Marinha e Ultramar, presidente do Conselho Superior de Instrução Pública e secretário da Academia Real das Ciências de Lisboa.

## Biografia
Jaime Moniz nasceu na freguesia da Sé da cidade do Funchal, filho de António Caetano da Costa Moniz e de Eufémia de Freitas. Embora sem grandes recursos económicos, o pai pertencia a uma conceituada família madeirense, os Monizes de Santa Maria Maior.[carece de fontes?] A mãe era filha de António Manuel de Freitas, o avô de Augusto César Barjona de Freitas, um influente político que acompanhou Jaime Moniz ao longo do seu percurso político.
Concluiu os seus estudos preparatórios no Liceu do Funchal, partindo de seguida para Coimbra, onde em 1857 se matriculou na Faculdade de Direito da respectiva Universidade. Estudante brilhante, concluiu a sua formatura em 1862, sendo galardoado com os primeiros prémios em todos os anos do seu curso.
Logo em 1863 concorreu ao lugar de professor da cadeira de História Universal e Filosofia do Curso Superior de Letras, em Lisboa, apresentando uma memória intitulada “Da natureza e extensão do progresso, considerado como lei da humanidade, e aplicação especial dessa lei às belas-artes”, sendo o candidato vencedor. Como lente do Curso Superior de Letras afirmou-se como um dos mais distintos, tendo como colegas no magistério personalidades como António José Viale, Pinheiro Chagas, Adolfo Coelho e Teófilo Braga.
Quando foi criada a Junta Consultiva de Instrução Pública, por Decreto de 30 de Dezembro de 1869, foi um dos seis vogais escolhidos para a integrar. Esta escolha contribuiu para afirmar Jaime Moniz como um dos principais pensadores da educação em Portugal, permitindo-lhe criar uma base de influência que se repercutiria no resto da sua carreira.
Paralelamente iniciou então em Lisboa uma carreira de advogado, que abandonaria aparentemente por falta de saúde. Apesar de ter sido curta a sua carreira forense, ainda assim granjeou fama, especialmente por em 1870 ter aceite defender o jovem intelectual e deputado José Cardoso Vieira de Castro, acusado de ter envenenado a mulher, crime que emocionou Portugal e cujo julgamento desencadeou uma atenção mediática sem precedentes.
Jaime Moniz empenhou-se profundamente na defesa do seu amigo e antigo companheiro nas lides académicas em Coimbra, havendo-se com assinalável eloquência e brilhantismo, o que lhe valeu grande exposição na imprensa da época e o louvor de intelectuais como Pinheiro Chagas e Camilo Castelo Branco. Os discursos proferidos e as actas do julgamento foram publicados em livro, que teve largo sucesso editorial, com tal impacto que os portugueses residentes no Rio de Janeiro enviaram uma coroa de ouro a Jaime Moniz, como homenagem ao seu desempenho.
Abandonada a advocacia, dedicou-se então à política, à docência e à investigação, desenvolvendo uma carreira na área da educação que marcaria toda a sua trajectória profissional e política posterior. Os seus trabalhos literários e científicos versaram sobretudo questões de educação, ou instrução pública como na altura se dizia. Foi neste período colaborador assíduo da revista do Instituto de Coimbra.
Também em 1870 ingressou na política activa, apresentando-se como candidato a deputado nas eleições que se realizaram naquele ano. Foi eleito deputado pelo círculo eleitoral de Castelo Branco para a legislatura que começou a 31 de Março de 1870 e findou, por dissolução parlamentar, a 31 de Julho daquele ano. Voltou a candidatar-se, sendo reeleito pelo mesmo círculo para a legislatura que começou de 15 de Outubro de 1870 e terminou, novamente por dissolução, a 3 de Julho de 1871. No parlamento afirmou-se como orador distinto, intervindo maioritariamente em matérias relacionadas com a instrução pública e com as questões coloniais.
Voltou a ser eleito por Castelo Branco para a legislatura de 22 de Julho de 1871 a 2 de Abril de 1874, desta vez cumprindo o período legislativo constitucionalmente fixado. Durante esta legislatura, com a queda do ministério presidido por António José de Ávila, o marquês de Ávila e Bolama, foi nomeado, a 13 de Novembro de 1871, para o cargo de Ministro da Marinha e Ultramar do governo presidido por Fontes Pereira de Melo. Permaneceu neste cargo até 19 de Novembro de 1872, data em que se demitiu alegando doença.
Como Ministro empreendeu algumas reformas, mas defrontou-se com sérias dificuldades em resultado da revolta das tropas indígenas do Estado da Índia, que foi dissolvido e substituído por forças expedicionárias enviadas de Portugal.
Na legislatura seguinte voltou a ser eleito deputado, desta feita pelo círculo eleitoral de Goa, cumprindo no parlamento a legislatura de 12 de Janeiro de 1875 a 4 de Maio de 1878. A 15 de Março de 1878 proferiu na Câmara dos Deputados um notável discurso sobre a excessiva militarização da administração colonial portuguesa, que depois fez publicar como opúsculo.
Para além das suas funções políticas, foi nomeado director-geral da Câmara dos Deputados, iniciando em 1882 a publicação do ‘’Anuário da Câmara dos Deputados’’, um repositório de actividades parlamentares. Manteve-se neste cargo até se aposentar em 26 de Novembro de 1896.
O seu labor intelectual na docência do Curso Superior de Letras granjeou-lhe nomeada como intelectual, sendo em 4 de Maio de 1882 feito sócio efectivo da Academia Real das Ciências de Lisboa, instituição de que foi também secretário-geral.
Foi nomeado vice-presidente do Conselho Superior de Instrução Pública, organismo restaurado com competências reforçadas por Decreto de 23 de Maio de 1884, que substituiu a Junta Consultiva de Instrução Pública.
Apesar do Conselho ser presidido pelo Ministro do Reino, do qual dependiam então os assuntos da educação, era o vice-presidente quem, de facto, o dirigia. As alargadas competências e autonomia que o referido Decreto conferia ao Conselho e a crónica instabilidade política que se vivia, permitiram que Jaime Moniz dirigisse de forma estável e por largo período a política educativa portuguesa, operacionalizando diversas reformas, incluindo a reformulação do ensino secundário de 1894-1895, que ficou justamente conhecida por Reforma de Jaime Moniz. Aquela reforma influenciou o desenvolvimento daquele nível de ensino em Portugal até à década de 1930.
Quando na sequência da revisão constitucional de 1885 foi criada uma parte electiva na Câmara dos Pares do Reino, Jaime Moniz foi eleito como representante das corporações científicas, desempenhando aquele cargo entre 16 de Janeiro de 1886 e 5 de Janeiro de 1887, data em que a prte electiva daquela Câmara foi dissolvida.
Para além da sua actividade política, empreendeu diversos estudos científicos, em comissões de serviço especialmente autorizadas para esse fim, incluindo uma destinada ao estudo da existência de povos celtas na Península Ibérica.
Foi sócio de várias sociedades literárias e científicas, nacionais e estrangeiras. Foi sócio efectivo da Academia Real das Ciências de Lisboa, exercendo durante muitos anos o cargo de secretário daquela instituição, sucedendo no lugar a Latino Coelho e Pinheiro Chagas. Nessas funções elaborou diversos relatórios e memórias, alguns dos quais foram publicados.
Após o seu falecimento, por proposta da Academia Real das Ciências de Lisboa, em 1919 foi dado o nome de Liceu de Jaime Moniz ao Liceu do Funchal, a actual Escola Secundária Jaime Moniz da cidade do Funchal.

## Obras publicadas
- Corpo diplomatico Portuguez, contendo os actos e relações políticas e diplomaticas de Portugal com as diversas potencias do mundo desde o século XVI até os nossos dias, publicado de ordem da Academia Real das Sciencias de Lisboa por Jayme Constantino de Freitas Moniz, 14 volumes, Lisboa, 1902-1910;